# Міжнародний гросмейстер з шахової композиції
Гросмейстер ФІДЕ з шахової композиції — звання, що присвоюється пожиттєво за видатні творчі досягнення конгресами міжнародної федерації шахів (ФІДЕ) за представленням Постійної комісії ФІДЕ з шахової композиції (англ. PCCC). Право на присвоєння звання має композитор, який набрав в одному або декількох Альбомах ФІДЕ не менше 70 балів. За кожну опубліковану в Альбомі ФІДЕ задачу дається 1 бал, за етюд — 1,67 бала (Тбілісі, 1975). У випадку співаторства кількість балів (1 або 1,67 за задачу чи етюд відповідно) ділиться на кількість авторів і результат додається кожному з композиторів. Нормативи застосовуються з 1975 року, перші присвоєння у 1972 році були за високі досягнення в області шахової композиції.
На 2019 рік звання гросмейстера ФІДЕ з шахової композиції присвоєно 94 композиторам: 
| Рік  | Композитор |
| ---- | --- |
| 1972 | Елтьє Віссерман (Нідерланди), Комінс Менсфілд (Велика Британія), Генріх Каспарян і Лев Лошинський (обидва — СРСР) |
| 1975 | Володимир Брон та Володимир Корольков (обидва — СРСР), Дьєрдь Парош (Угорщина), Владімір Пахман і Їндржих Фрітз (обидва — ЧССР), Ненад Петрович (СР Хорватія, СФР Югославія) |
| 1980 | Дьєрдь Бакчі (Угорщина), Хрвоє Бартолович (СФРЮ), Бо Ліндгрен (Швеція), Гія Надареїшвілі, Валентин Руденко (обидва — СРСР) |
| 1984 | Тоув Хиан Бві (Індонезія), Клод Гумонді (Франція), Йосиф Кріхелі † (СРСР), Петко Петков (Болгарія), Ганс-Петер Рем (ФРН) |
| 1988 | Яків Владіміров, Олександр Гуляєв(Грін) †, Ернест Погосянц † (всі — СРСР), Мілан Вукчевіч † (США), Кор Голдсхмедінг † (Нідерланди) |
| 1989 | Герберт Ауес † (ФРН), Еміліан Добреску (Румунія), Віктор Чепіжний (СРСР) |
| 1990 | Давид Гургенідзе (Грузія), Якобус Гарінг † (Нідерланди) |
| 1992 | Ян Русінек (Польща), Фаділ Абдурахмановіч (Боснія і Герцеговина) |
| 1993 | Венелін Алайков † (Болгарія), Мішель Кайо (Франція), Андрій Лобусов † (Росія), Норман Аласдер Маклауд † (Велика Британія), Байрон Заппас † (Греція) |
| 1995 | Міхаель Келлер (ФРН), Олександр Кузовков (Росія) |
| 1996 | Тома Гараі † (США), Живко Яневскі (Македонія) |
| 2001 | Вірджіл Нестореску † (Румунія) |
| 2004 | Жан-Марк Лусто (Франція), Михайло Марандюк (Україна), Вальдемар Тура (Польща), Унто Хейнонен (Фінляндія) |
| 2005 | Удо Дегенер і Франц Пахль (обидва — ФРН), Микола Кралін і Олег Перваков (обидва — Росія) |
| 2007 | Мар'ян Ковачевіч і Міодраг Младеновіч (обидва — Сербія), Анатолій Слесаренко, Олександр Феоктістов, Валерій Шавирін і Валерій Шаньшин (всі — Росія), Ів Шейлан (Франція) |
| 2009 | Урі Авнер † (Ізраїль), Андрій Селіванов (Росія) |
| 2010 | Рето Ашванден (Швейцарія), Віланд Брух і Марсель Трібовскі (обидва — ФРН), Василь Дячук (Україна), Камілло Гамнітцер і Клаус Венда (Австрія), Матті Міллініємі † (Фінляндія), Мілан Веліміровіч † (Сербія)                                                                       |
| 2012 | Мірослав Хавель (Кошталь) † і Артур Мандлер † (обидва — Чехія, за минулі результати), Євгеній Богданов † і Іван Сорока (обидва — Україна), Петер Гвоздяк (Словаччина), Валерій Гуров (Росія), Крістофер Джонс (Велика Британія), Міхал Драгун (Чехія), Маріо Паррінелло (Італія) |
| 2013 | Олександр Ажусін і Анатолій Стьопочкін (обидва — Росія) |
| 2015 | Йоханан Афек (Ізраїль), Хуберт Гоккель (ФРН), Джон Райс (Велика Британія), Олексій Сочнєв (Росія) |
| 2016 | Юрій Базлов (Росія), Зоран Гавріловски (Македонія) |
| 2017 | Річард Беккер (США), В'ячеслав Пільченко (Росія), Микола Рябінін (Росія), Ладіслав Салаі мол. (Словаччина) |
| 2018 | Олександр Семененко (Україна) |
| 2019 | Янош Чак (Угорщина), Юрай Льорінц (Словаччина), Свен Троммлер (Німеччина), Чель Відлерт (Швеція), Євгеній Фомічов (Росія) |
| 2020 | Ігор Агапов (Росія), Валерій Копил, Василь Крижанівський (обидва - Україна), Мартін Мінскі (Німеччина), Драган Стойніч (Сербія) |
| 2022 | Валерій Семененко (Україна), Emil Klemanič (Словаччина) |